# 深港城市\建筑双城双年展
深港城市\建筑双城双年展，简称深双，是一个由深圳、香港两地合办、以城市及城市化为固定主题的双年展。

## 历史
双城双年展 2005 年源于深圳，2007 年起由深圳与香港这两个边界相连、互动密切的城市协作举办，立足其所在的珠三角地区急剧城市化的地域特点，关注全球普遍存在的城市问题，用当代视觉文化的呈现方式，与社会公众广泛交流互动，具备国际性、先锋性、公益性。

## 历届展览

### 首届
深圳城市\建筑双年展主题为“城市，开门！──城市建设及生活的策略”，于2005年12月10日至2006年3月10日在深圳华侨城创意文化园南区OCT当代艺术中心举行。

### 第二届
本屆起由深圳和香港兩城合辦。
2007深圳·香港城市\建筑双城双年展主题为“城市再生”，于2007年12月8日至2008年3月9日在深圳华侨城创意文化园北区举行。
2007香港·深圳城市\建筑双城双年展主题为“城市再织”，于2008年1月9日至2008年3月15日在前中区警署建筑群举行。

### 第三届
2009深圳·香港城市\建筑双城双年展主题为“城市动员”，于2009年12月6日至2010年1月23日在主展场深圳市民中心、以及分展场南山深圳湾大街及益田假日广场举行。
2009香港·深圳城市\建筑双城双年展主题为“城市动员：Bring Your Own Biennale”，于2009年12月4日至2010年2月27日在西九龙海滨长廊举行。

### 第四届
2011深圳·香港城市\建筑双城双年展主题为“城市创造”，于2011年12月8日至2012年2月19日在深圳市民广场和华侨城创意文化园举行。
2011香港·深圳城市\建筑双城双年展主题为“三相城市”，于2010年2月15日至4月23日在香港九龙公园及香港文物探知馆举行。

### 第五届
2013深港城市\建筑双城双年展主题为“城市边缘”，于2013年12月8日至2014年3月14日在深圳蛇口的A馆-价值工厂（原广东浮法玻璃厂）与B馆-文献仓库（蛇口客运码头旧仓库）举行。
2013港深城市\建筑双城双年展主题为“边缘之外：理想之都？”，于2013年12月11日至2014年2月23日在观塘渡轮码头和观塘海滨公园反转天桥底举行。

#### 香港参展人退出事件
港深城市\建筑双城双年展的赞助商包括香港特区政府发展局、起动九龙东办事处及在新界东北拥有不少土地的恒基兆业，这些机构与不少参展者的参展理念相左。加上官方举办的开幕会，邀请了特首梁振英先生和深圳官员出席、反而没有邀请部分参展者出席，令不少参展者感到不受尊重而退出，也有参展者在开幕礼期间被抬离会场。

### 第六届

#### 深圳展區
2015深港城市\建筑双城双年展主題为“城市原点” (Re-Living The City)，于2015年12月4日至2016年2月8日在蛇口原大成面粉厂和招商港务8号仓举行。本屆主題針對深圳高速發展、以異鄉人口為主的城市特質，提出回到「城市原點」，與其大興土木創造新建築，不如再用城市已有資源，尋求發展與自然的平衡，才是解決之道。本屆展覽依然選址蛇口港工業區，改造已廢棄的蛇口大成麵粉廠成主展館，矛盾的是，麵粉廠現址已納入政府發展規劃，展覽完結後或會被局部拆卸成為馬路，無法像上屆的玻璃廠一樣，避得過太子灣改造規劃得以全部保留，成功抵禦由上而下的規劃衝擊。

#### 香港展區
2015港深城市\建筑双城双年展（香港）主题为“2050活在我城” (Visions 2050 Lifestyle and the City)，于2015年12月11日至2016年2月28日在九龙公园及香港文物探知馆举行。

### 第七届

#### 深圳展區
2017深港城市\建筑双城双年展主题为“城市共生” (Cities, Grow in Difference)，于2017年12月15日在南头古城开幕，並在大梅沙村（主題為村市是廚房）、草埔工業站（主題為深圳工業站）、觀瀾樟坑徑上圍村（主題為村—城突圍！——棲居困境與上圍實踐）、大浪虔貞女校（主題為遷徙 -故鄉與他鄉）及逕口社區設置分展場。主展場展覽由2017年12月6日至2018年3月17日，大梅沙分展場展期到2018年3月3日，上圍村分展場展期到2018年2月4日。

##### 展品審查爭議
深圳工業站分展場有作品被審查及刪除，來自香港的創作團隊退場抗議。在題為《土瓜灣那些年》的作品，團隊本來展場門口的玻璃，用薄水泥寫上「粉飾太平，風一吹，什麼都沒有了」的字樣，但翌日即被策展人要求圍封。不久後「粉飾」二字遭刪去，而且展場內黑板牆寫上土瓜灣工藝與社區的的思考腦圖被刷去。團隊決定撤出展覽，認為事件反映國內自我審查的角力，並擔心國內的「自我審查」早晚成為香港展覽的常態。

#### 香港展區
2017港深城市\建筑双城双年展（香港）主题为“城市执生：留得青山在的传奇” (City Smarts: Density 2.0)，于2017年12月至2018年2月在以地铁为主干贯穿链接的多个文化场地及城市空间举行，包括海港政府大樓對出的干諾道中天橋底、中環中心地下H6 Conet、前中環街市、港鐵中環站J出口藝術管道、香港藝術中心對出空地、希慎廣場，及北角堡壘街18（主題為皇都有落！勁過六十五展及異質沙城）。除堡壘街18展期到2018年1月4日外大部分展覽的展期由2017年12月12日至2018年2月11日。

### 第八屆

#### 深圳展區
2019深港城市\建筑双城双年展主展場在深圳福田高铁站和深圳市当代艺术与城市规划馆舉行，展期为2019年12月22日 - 2020年3月8日。
2019深港城市\建筑双城双年展（深圳）主题为“城市交互”，由建筑师、麻省理工学院“可感知城市实验室”负责人卡洛·拉蒂、中国工程院院士孟建民、著名策展人与艺术评论家法比奥·卡瓦卢奇三人担任总策展人；由华南–都灵联合实验室 （都灵理工大学和华南理工大学）担任学术策展人。展览包含两个板块，即 “城市之眼”和“城市升维”，分别从不同角度探讨城市空间与科技创新之间不断发展的关系。
“城市之眼”板块位于福田高铁站，不需收費，初期观展需预约，1月中已不用预约。
“城市升维”板块位于深圳市当代艺术与城市规划馆，无需预约。
此外，也於沙頭角保稅區、寶安國際藝展中心、大鵬所城、溪涌、坂田街道五和大道萬科星火Online及星河領展天下、觀瀾墟等地設立分展場。
由於春節關係，自年三十（1月24日）起各主展場及分展場閉館，原定深圳市当代艺术与城市规划馆主展场及深圳福田高铁站主展场於2020年2月9日（农历正月十六）重開，但因2019新型冠狀病毒疫情爆發，各主展場及分展場延期開放，其後改為綫上展覽，並於4月19日結束。

#### 香港展區
2019香港\深圳城市建築雙城雙年展（香港）于2019年12月19日至2020年3月15日在南豐紗廠舉行。

### 第九届

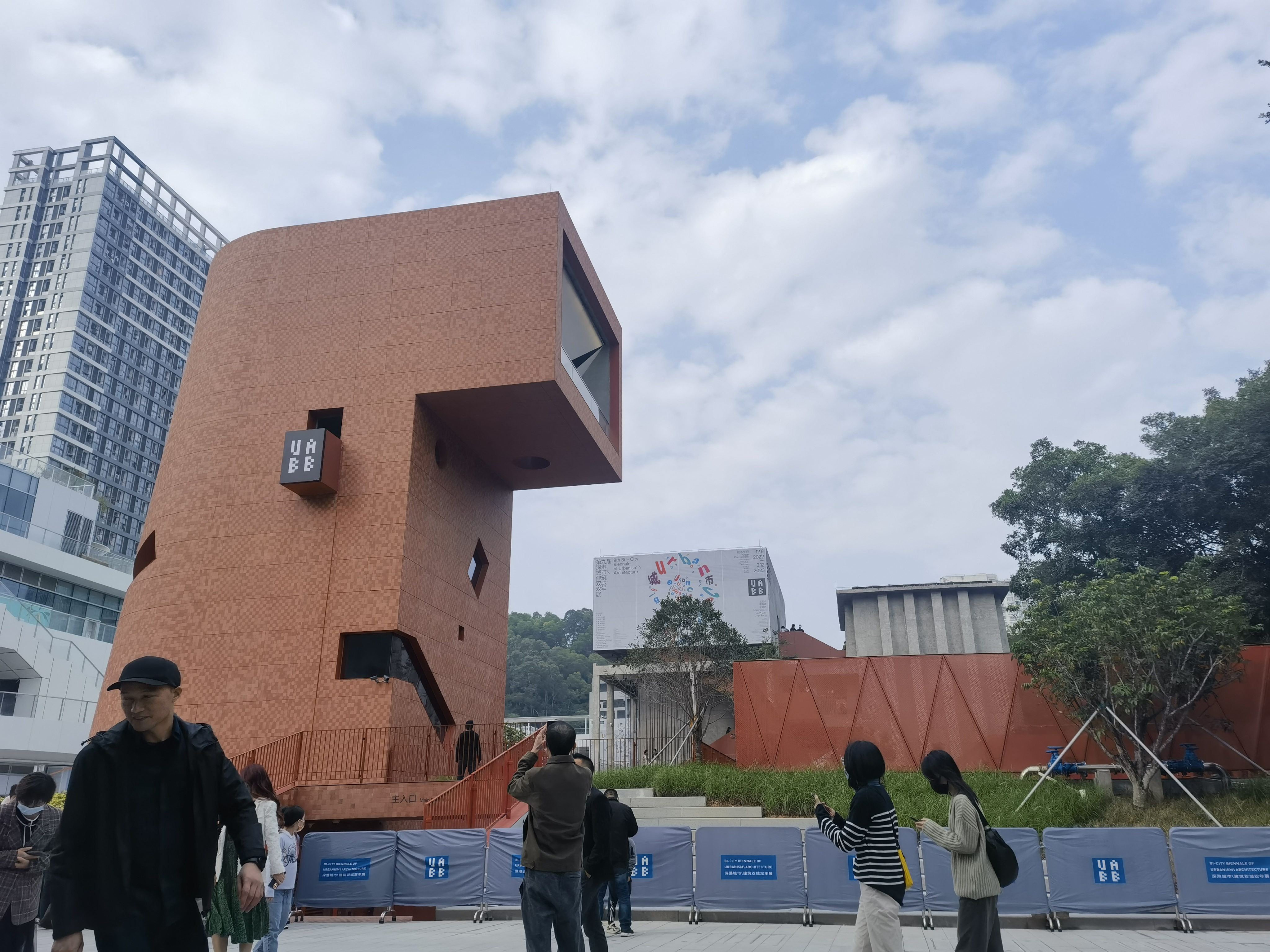
第九届深港城市\建筑双城双年展深圳展区主展场位于深圳粤海城

#### 深圳展区
2022深港城市\建筑双城双年展主展场设于罗湖区粤海城金啤坊（原金威啤酒厂），并在前海合作区深港青年梦工场北区、南山区南头古城、龙岗区国际低碳城、龙华区大浪时尚小镇、坪山区大万世居、深汕合作区等地设置了6个分展场，由建筑与城市规划学者鲁安东，建筑师、学者王子耕和设计策展人陈伯康三人担任总策展人，于2022年12月10日开幕，展期持续至2023年5月，主展场将深圳奋斗精神与罗湖生活记忆串联，向外界展示未来文化艺术生产地的全新面貌。
2022深港城市\建筑双城双年展（深圳）的主题为“城市生息”，共设置五大主板块，分别为“何以共栖”“物灵之旅”“寰宇对话”“未来聚居”“共同行动”；一个特别板块，包含“万籁之迹”“图书策展”“寰宇制服”“循环共创”“流浪动物之家”“美术馆联动计划”等六个单元，以及“即地制造”一个常设板块。
| 展场   | 主题                | 地址                                                                   | 开始时间       | 结束时间       | 主策展人                     |
| ------ | ------------------- | ---------------------------------------------------------------------- | -------------- | -------------- | ---------------------------- |
| 主展场 | 城市生息            | 深圳粤海城金啤坊（原金威啤酒厂）                                       | 2022年12月11日 | 2023年3月26日  | 鲁安东、王子耕、陈伯康       |
| 坪山   | 大万不插电          | 大万世居                                                               | 2022年12月3日  | 2023年3月5日   | 刘晓都、高岩、徐宗汉         |
| 深汕   | 城市之前            | 新厝林古寨、田园创客实验室、深汕西会展中心、深汕城市展厅、深汕湾科技城 | 2022年12月17日 | 2023年03月22日 | 马清运                       |
| 龙岗   | C位出发，建筑向未来 | 国际低碳城建科院未来大厦3-4层                                          | 2022年12月23日 | 2023年3月3日   | 孙延超、卓可凡、王飞、周一   |
| 龙华   | 经纬之间            | 大浪时尚小镇石凹第二工业区第五栋厂房                                   | 2022年12月30日 | 2023年3月30日  | 杨勇、纪浩如                 |
| 前海   | 海缘城市            | 深港青年梦工场北区A栋4层                                               | 2023年3月11日  | 2023年5月7日   | 博埃里建筑设计事务所、互文组 |
| 南头   | 春景梧桐-城村拼图   | 南头古城春景街、梧桐街                                                 | 2023年8月18日  | 2023年11月19日 | 张宇星、韩晶                 |

#### 香港展区
2022港深城市\建築雙城雙年展（香港）于2022年8月27日開始，其中中環街市一樓展覽由8月27日至10月25日舉行，而北角（東）渡輪碼頭及天星碼頭（中環及尖沙咀）則由9月10日至2022年11月26日举行，主题为“集籽种城”，由六位香港建筑师策展，通过“自下而上”“共居”“人与自然的共生”“生活宣言”4个主题，展示不同年龄和背景的人共同形成的社区面貌，以及香港具备创造力和适应力的城市特质。

### 第十届

#### 深圳展区
深圳展區主場管將設於福田保稅區河套科創中心。

#### 香港展区
香港部分將於2025年3月至5月舉行

## 外部連結
- 深港城市\建筑双城双年展官方网站
- 港深城市\建築雙城雙年展官方網站 （页面存档备份，存于） (2015年-2019年)
- 2013港深城市\建築雙城雙年展官方網站 (2013年)
- 港深城市\建築雙城雙年展官方網站 （页面存档备份，存于） (2007年-2011年)